# Hélder Cristóvão
Hélder Marino Rodrigues Cristóvão, mais conhecido por Hélder (Luanda, 21 de março de 1971) é um ex-futebolista português de origem angolana. Jogava como defesa central, treinou o GD Estoril Praia e a equipa B do Benfica que disputa a 2ª Divisão Portuguesa. Em Julho de 2018 assumiu o cargo de Director Geral da Formação do Al Nassr da Arábia Saudita, tendo também assumido o cargo de Treinador Principal em 11 jogos.

## Carreira
No início de sua carreira, em 1989, já despertou a atenção representando o Estoril.
Transferiu-se para o Benfica na temporada 1992/1993, e aí permaneceu até a temporada 1996/1997. No final de 1996, o Deportivo La Coruña mostrou interesse e Hélder transferiu-se para o futebol espanhol. As prestações no time da Galiza foram positivas até uma grave lesão no joelho obrigar a uma paragem prolongada. Quando recuperou, no início da época 1999/00, motivou o interesse do Newcastle e do seu treinador Bobby Robson, jogando por empréstimo no clube inglês até final da temporada. Regressou ao Deportivo, onde ficou até à época 2001/02.
Em 2002, voltou ao Benfica, onde venceu a Taça de Portugal em 2004, ao Porto, então comandado por José Mourinho.
Teve passagens pelo PSG e pelo Larissa da Grécia, onde encerrou sua trajetória como jogador em 2006, aos 35 anos.

## Carreira de treinador
Em Julho de 2009 iniciou a sua carreira como treinador ao serviço do Estoril, clube onde fez sua estreia como jogador profissional, tendo sido demitido no final de Setembro do mesmo ano.
Assumiu a Equipa do Sport Lisboa e Benfica B em Junho de 2013, tendo, nos cinco anos em que liderou a equipa trabalhado e ajudado a formar jovens jogadores como João Cancelo, Victor Lindelöf, Bernardo Silva, Gonçalo Guedes, Nelson Semedo, Renato Sanches, Francisco Ferro, Rúben Dias e João Félix.
Em Junho de 2018, convidado a assumir o cargo de Director para o Futebol no Al Nassr FC, mudou-se para a Arábia Saudita. Em Novembro ocupou o cargo de Treinador da equipa Principal do clube, orientando a mesma em 10 jogos oficiais como treinador interino, ajudando à conquista do campeonato Saudita.
Durante um curto período em Abril de 2019, foi indicado como Treinador do Al-Ettifaq.
Em Janeiro de 2020 assumiu o cargo de Treinador do DAC Streda da Liga Eslovaca.
A 30 de janeiro de 2023 é confirmado como novo técnivo do FC Penafiel.

## Seleção
Hélder foi membro da Seleção de Portugal durante nove anos, fazendo sua estreia em 1992, contra a Seleção dos Países Baixos. Marcou seu primeiro golo no mesmo ano, contra a Áustria.
Com Portugal fora da Copa de 1994 e Copa de 1998 e da Eurocopa de 1992, Hélder disputou apenas uma competição com a camisa das Quinas: a Eurocopa de 1996, quando Portugal ficou nas quartas-de-final, e tendo inclusive jogado as quatro partidas da equipe.
Hélder abandonou a carreira internacional em 2001, em amistoso contra a França. Em nove anos envergando a camisa de Portugal, ele disputou 35 partidas e marcou três gols.